# Giovanni Mazzuoli
Giovanni Mazzuoli (també Giovanni degli Organi) (Florència vers el 1360 – Idem., 14 de maig, 1426). va ser un compositor i organista italià de finals de l'Edat Mitjana i principis del Renaixement.

## Vida i carrera
Mazzuoli va néixer a Florència i probablement va ser format a l'orgue pel seu pare Niccolò, que va ser organista de l'església d'Orsanmichele fins al 1376. Giovanni va rebre aquest càrrec el 1379, que va ocupar fins al 1412; també va ocupar càrrecs d'organista a S. Felicita (1385–1390) i a la Catedral de Florència (1390–1426). En els seus darrers anys a Florència, va ser ajudat a l'orgue pel seu fill Piero.

## Música
Mazzuoli és més recordat per l'absència, més que no pas per la presència, de les seves composicions musicals. Hi ha una gran secció del Còdex Squarcialupi, una font important de música italiana antiga, que està marcada sota el seu nom. Tanmateix, no hi ha música escrita en aquestes pàgines; Estan decorades a les vores però es deixen en blanc per la resta. Hi ha almenys deu de les seves obres escrites en un palimpsest en un manuscrit italià, Florència, Arxiu de San Lorenzo, MS 2211, però l'estat del pergamí les ha deixat fins fa poc essencialment il·legibles. Nou de les obres del seu fill Piero també es troben en aquest manuscrit. Nino Pirrotta va atribuir dues obres a Mazzuoli, una de les quals és una ballata atribuïda en un manuscrit a "Gian Toscan", i l'altra una peça del Còdex de Roquefort atribuïda a "Johannes Florentius". Des de llavors s'ha demostrat que aquesta última no és una obra de Giovanni Mazzuoli.